# Amietia wittei
Amietia wittei är en groddjursart som först beskrevs av Angel 1924.  Amietia wittei ingår i släktet Amietia och familjen Pyxicephalidae. IUCN kategoriserar arten globalt som otillräckligt studerad. Inga underarter finns listade i Catalogue of Life.